# Stadhuis van Leiden

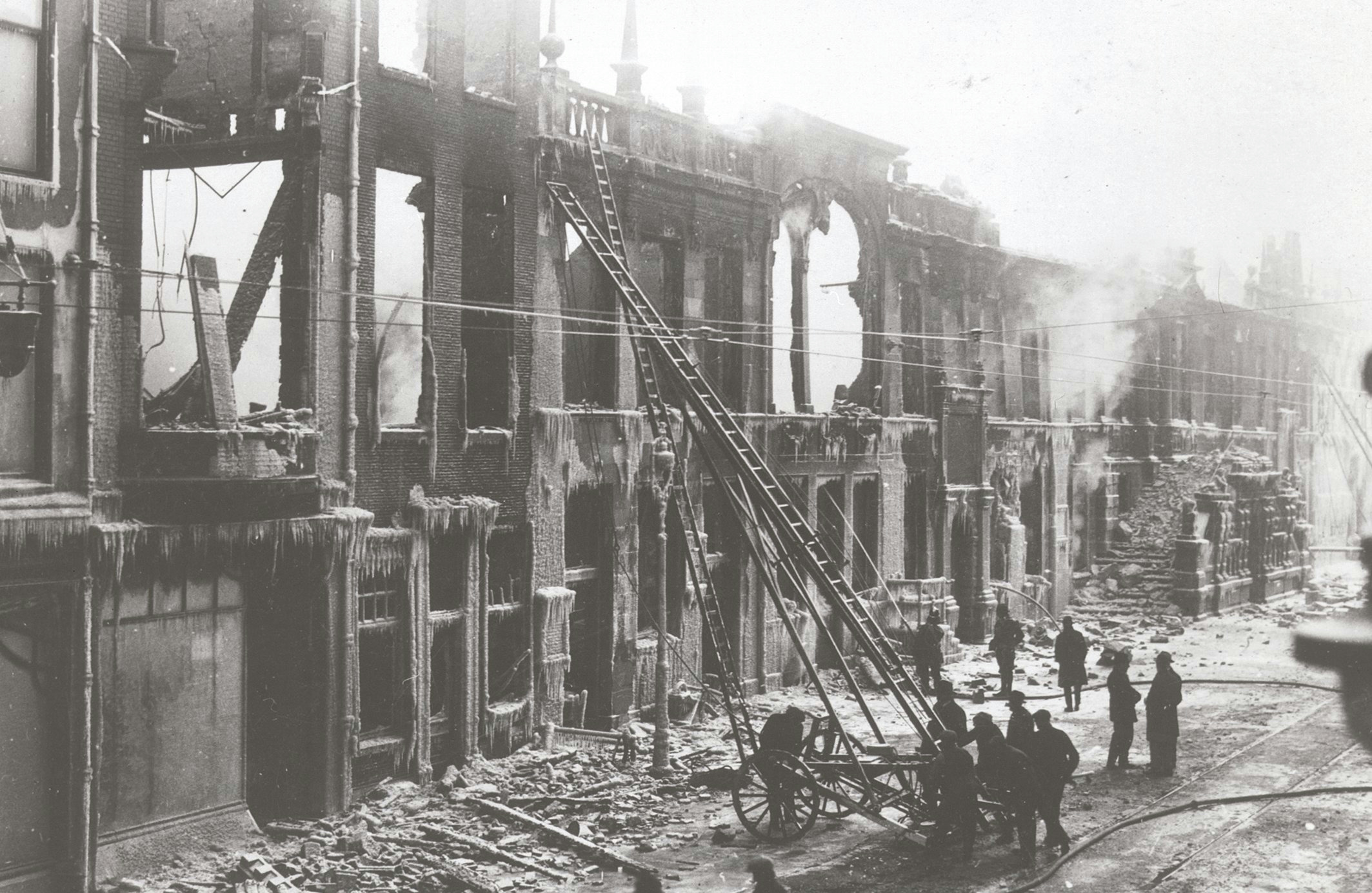
Het stadhuis tijdens de brand van 1929

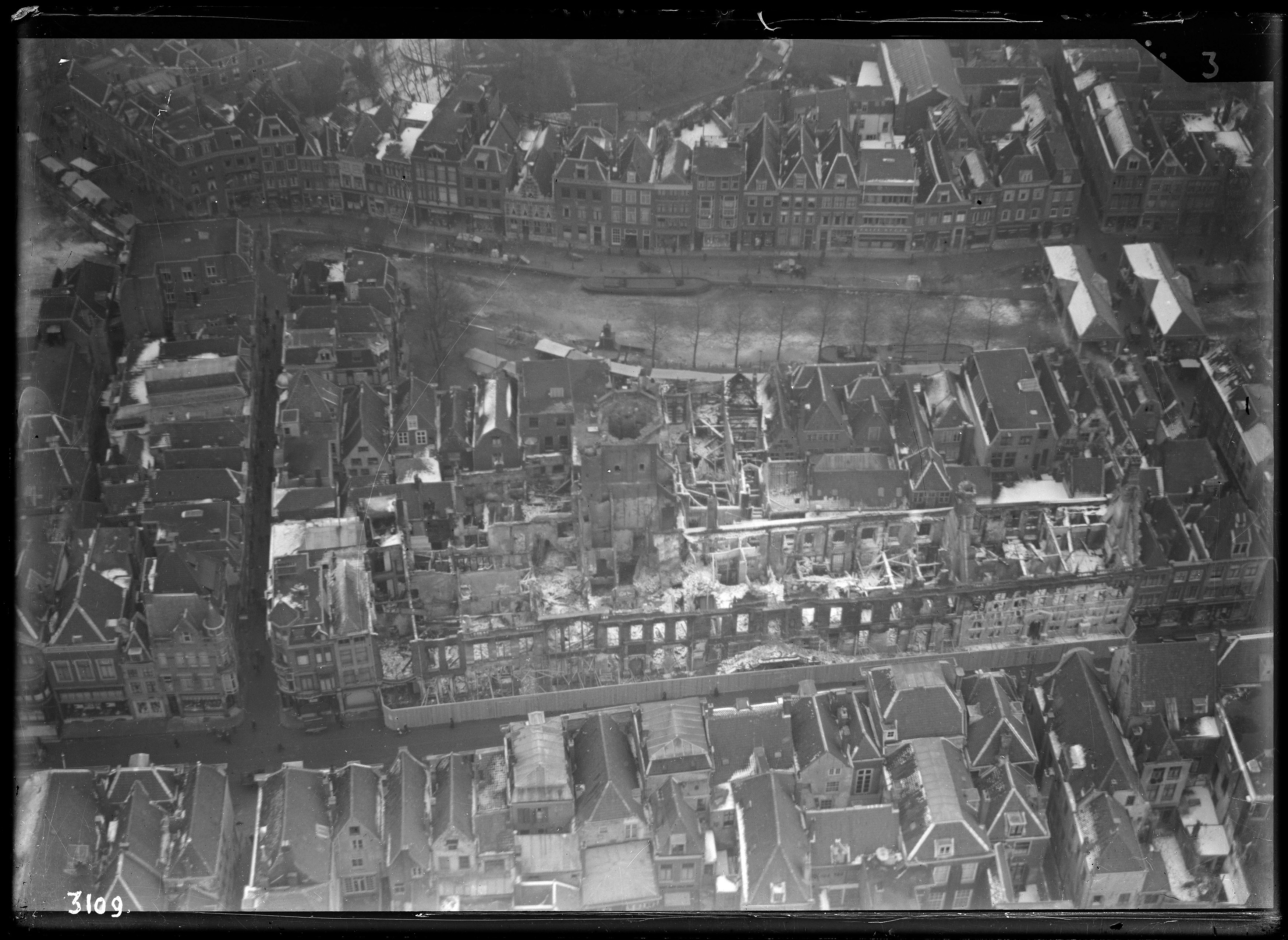
Na de brand

Het stadhuis van Leiden wordt gebruikt als trouwlocatie en ontmoetingsplek voor de stad. Het stadhuis ligt tussen de Breestraat en de Vismarkt in de Nederlandse stad Leiden.

## Oud en nieuw Stadhuis
Aan de Breestraat staat de oude renaissancegevel uit 1600, ontworpen door Lieven de Key, de stadssteenhouwer van Haarlem, en Lüder von Bentheim, die tegelijkertijd de renaissancefaçade van het stadhuis van Bremen bouwde. Aan de zijde van de Vismarkt staat het vernieuwde stadhuis dat in 1932 werd ontworpen door architect C.J. Blaauw, na een verwoestende brand op 12 februari 1929. Een ontwerp van W.M. Dudok werd afgewezen. Doordat de brand veel panden aan de Vismarkt verwoestte kon aan deze zijde worden uitgebreid en een pleinruimte (Stadhuisplein) worden gecreëerd. In de ruimten onder het stadhuis aan het plein is nu een restaurant en uitgaansgelegenheid gevestigd.

## Geschiedenis
Voor zover na te gaan had de stad Leiden al in het jaar 1350 een stadhuis. Dit was niet meer dan een hal met een toren. Op de eerste verdieping was er een vergaderruimte voor de stadsbestuurders. In de nacht van 24 op 25 augustus 1350 brak er brand uit. Van het raadhuis bleef niets over. Het inmiddels herbouwde stadhuis was omstreeks 1410 te klein geworden en moest worden uitgebreid. Hiertoe werden woonhuizen en -erven in de omgeving aangekocht. Op de begane grond werd de vleeshal ingericht, op de eerste verdieping kwam een wanthuis, voor het keuren en verkopen van laken. Later werden deze twee ruimten verkocht.
In 1426 kwam er op de benedenverdieping een ruimte waar de schepenen konden vergaderen. Ook kwam er een ruimte voor de vier burgemeesters. In 1449 was er na de instelling van het "College der Veertigraden" (voorloper van de gemeenteraad) behoefte aan uitbreiding. In 1455 en 1457 werden de beide buurhuizen gekocht, waarmee het middeleeuwse stadhuis zijn grootste omvang bereikte. In 1460 kwam er een nieuwe torenspits. In 1481 was er een ontploffing van het in het stadhuis opgeslagen buskruit. De raadzaal werd hierbij verwoest.
Na een brand in 1573 werd een nieuwe torenspits aangebracht, die bleef bestaan tot de brand van 1929. Na het beleg van Leiden van 1574 kwam de stad tot bloei, dankzij de groei van de textielnijverheid. Het stadhuis moest worden verfraaid. De nieuwe voorgevel van het stadhuis was naar ontwerp van de stadssteenhouwer Claes Cornelisz. van Es, die zich hierbij liet beïnvloeden door de ontwerpen van Lieven de Key, de stadssteenhouwer van Haarlem. Deze gevel is opgetrokken uit Obernkirchener zandsteen en geldt als de langste renaissancegevel van Nederland. De bouw vond plaats in 1595-1597. Het gebouw erachter bleef ongewijzigd. Ook het interieur van het stadhuis werd verfraaid, met schilderingen en gobelins (wandkleden met ingewerkte figuren).
Niet alleen het stadsbestuur (vier burgemeesters, vanaf 1808 één burgemeester en vier wethouders), vond onderdak, maar ook de curatoren van de universiteit, hielden hun bijeenkomsten vanaf het einde van de 17e eeuw in het stadhuis. In 1681 kregen ze een eigen kamer die tot 1811 als zodanig dienst heeft gedaan.

## Brand in 1929
In de vroege ochtend van 12 februari 1929 ontdekte een bewaker brand in het stadhuis. De brand was waarschijnlijk ontstaan uit de kolenkachels, die de medewerkers 's nachts hadden laten branden om 's morgens gewoon te kunnen werken. Op het moment van ontdekken was het reeds een uitslaande brand. De brandweer rukte op volle sterkte uit, maar zij kon het pand al niet meer redden. Brandweerlieden werden ook gehinderd door de kou (het vroor 15 tot 18 graden) en een deel van het bluswater bevroor zodra het de gevel raakte. Behalve de gevel ging het hele stadhuis verloren, inclusief de toren. Ook een deel van de archieven en van het bevolkingsregister vielen aan de brand ten prooi.
Na de grote brand in 1929 werd de gevel geheel nieuw opgebouwd in oude stijl, met gebruikmaking van restanten van de oude gevel. Sommige gevelstenen werden vernieuwd en samen met de oude herplaatst, de restanten van de oude gevelstenen werden opgeborgen in een gemeentelijk magazijn.

## Toren
Na de brand werd de toren opnieuw opgetrokken op een andere plek in het stadhuiscomplex. De onderbouw in een eigentijdse stijl (uit 1935/'41) terwijl de bovenbouw herinneringen oproept aan de oude toren van voor 1929.

### Klokkenspel
De toren is na de brand van het stadhuis in 1929 opnieuw van een beiaard van 49 klokken voorzien afkomstig uit de gieterij van A.H. van Bergen te Heiligerlee. Vandaag de dag is er een carillon met de reeks G0-C1-D1-Chromatisch-c5 die als zodanig aan het klavier is aangesloten. Hiervan zijn de G0-C1-Dis1 door Van Bergen gegoten in 1938 en de D1-e1-Chromatisch-d2 in 1951 ook door Van Bergen. De overige klokken es2-Chromatisch-c5 werden in 1969 vervaardigd door Koninklijke Eijsbouts in Asten.

### Geschiedenis van het Klokkenspel

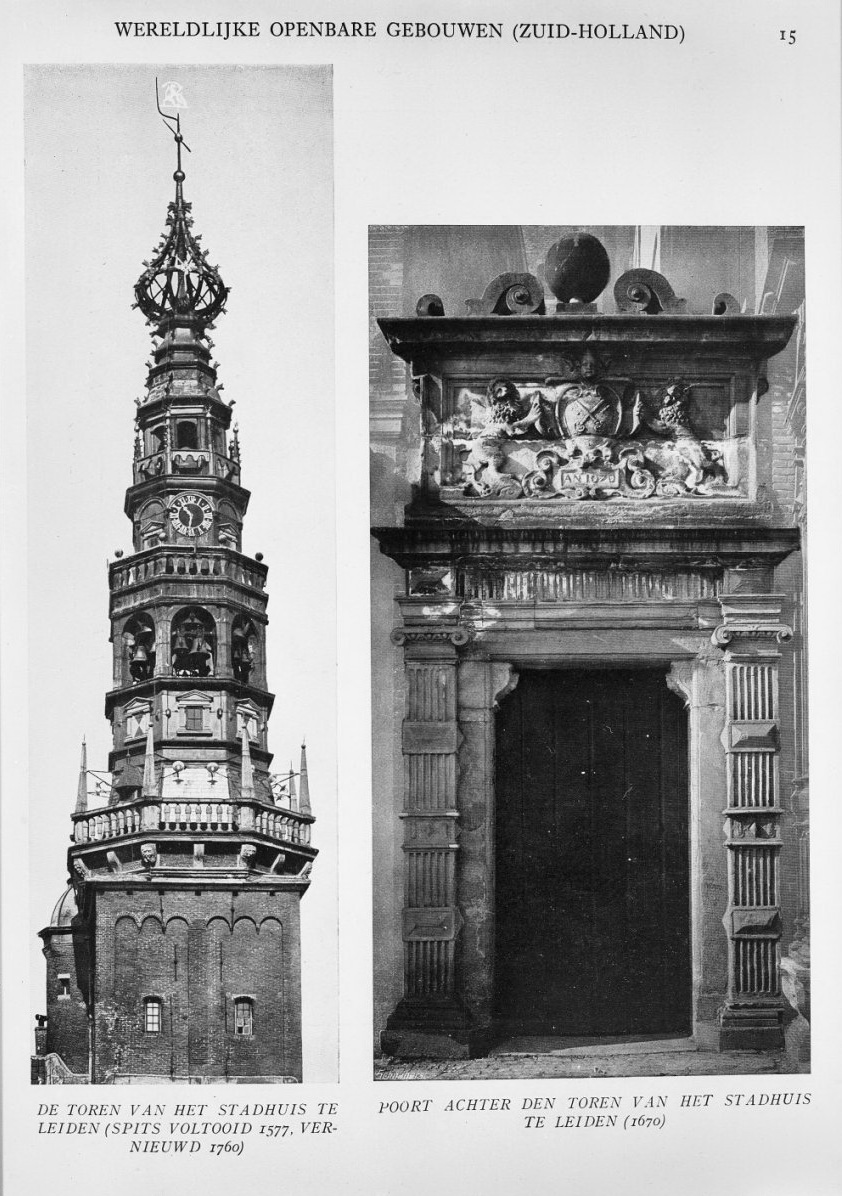
De Toren in ± 1916, reproductie uit A.Loosjes, Wereldlijke en openbare gebouwen in Zuid Holland Leiden

Reeds in de 15e eeuw was Leiden in het bezit van een voorslag, gegoten door Willem van Wou uit Nijmegen. Dit klokkenspelletje werd in 1460 in de toren van het stadhuis gehangen. Het bestond uit slechts 5 klokjes die tot klinken werden gebracht door een kleine speeltrommel, om via een motiefje de uurslag van het uurwerk te verwittigen. Dit eenvoudige klokkenspel is verloren gegaan bij de ontploffing van 1481 of in de brand van 1573; in de archieven is daar niets over terug te vinden. Na de belegering door de Spanjaarden werd er een volledig klokkenspel van 23 klokken aangeschaft, gegoten door de klokgieter Hendrick van Trier, dat in 1583 gereed was. In het archief wordt melding wordt gemaakt van melodieën op de speeltrommel in dat jaar. Al eerder in 1578 werd het verloren gegane uurwerk vervangen door een uurwerk geleverd door Heinrich van Nuijs uit het Belgisch Limburgse Hasselt. Dit klokkenspel had ook een klavier en werd regelmatig bespeeld door een beiaardier. Er werd een tweede voorslag van 16 klokken besteld bij Peter van den Ghein in Mechelen voor de toren van de Saaihal, tegenwoordig de Lodewijkkapel.
Tot 1644 werden klokken op toon gegoten en nooit helemaal zuiver. In Zutphen werkten in die tijd de gebroeders Hemony aan hun eerste zuiver gestemde klokkenspel. Vele steden zouden er volgen om een dergelijk carillon aan te schaffen. De roem van Hemony moet ook tot Leiden zijn doorgedrongen. Vandaar dat er onvrede ontstond over het van Trier klokkenspel op de stadhuistoren. Leiden wilde ook zo'n zuiver gestemd carillon in de toren van het stadhuis. Men wendde zich in november 1679 tot Pieter Hemony in Amsterdam. Hemony had nog een kleine beiaard op voorraad uit 1677/1678 in de werkplaats staan. Hij beloofde het ook nog van basklokken te voorzien. Omdat Pieter Hemony in februari 1680 overleed werden deze 10 grote basklokken door zijn beste leerling (zoals Pieter Hemony zelf had gezegd) Mammes Fremy gegoten. Fremy vervaardigde behalve deze tien basklokken ook een klein discant klokje. Zo ontstond er een klokkenspel zoals in die tijd gebruikelijk in Middentoonstemming met de tonen Des1-es1-F1-Chromatisch-f4. Deze waren een halve toon lager op het klavier aangesloten. De kwaliteit van deze Fremy klokken is niet meer te horen omdat het verloren ging in de brand van 1929. Ook een klokkenspel dat Mammes Fremy in 1682 voor Purmerend goot, ging verloren.

### Herstel van toren en beiaard
Bij de herbouw van de toren was geen rekening gehouden met een nieuw carillon. Door geldinzameling onder de Leidse bevolking kwam er toch een nieuw klokkenspel tot stand. De grootste klok G0 werd door het Leidsche Studenten Corps geschonken. De nieuwe klokken werden in 1939 in de toren gehangen en op 6 februari 1941 aan de gemeente overhandigd. 46 klokken van het spel werden in 1943 gevorderd door de Duitse bezetter. De klokken keerden na de Tweede Wereldoorlog niet terug. In de toren waren enkele grote klokken blijven hangen, te weten de G0-C1 en de Dis1. In 1951 werd er met geld van de oorlogsschadevergoeding en uit een nieuwe geldinzameling onder de Leidse bevolking een nieuw klokkenspel gegoten door opnieuw Van Bergen uit Heiligerlee. Het spel werd ingericht door de firma J.H. Addicks uit Amsterdam. Bij een restauratie in 1969 herstemde Eijsbouts de meeste klokken van Van Bergen, met uitzondering van de G0 en verving een groot aantal klokken van 1951.

### Automatisch spel
In de toren staat nog steeds de grote speeltrommel met schuifnoten van J.H. Addicks maar deze wordt niet meer gebruikt. Er is in 1969 een automatisch spel met elektromagnetische hamers geïnstalleerd, wat door een ponsband werd bestuurd. Tegenwoordig komen de signalen uit een computer.

### Handspel
Tot aan zijn pensionering in 1987 was Rien Ritter de stadsbeiaardier van Leiden, die wekelijks het carillon bespeelde. In 1976 werd er nog tweemaal per week op gespeeld. Sinds 1987 heeft Leiden geen vaste beiaardier meer in dienst. Sinds het najaar van 1987 wordt de bespeling van de stadhuisklokken 20 keer per jaar verzorgd door leerlingen van de Nederlandse Beiaardschool, woensdags van 11.30 u tot 12.30 u.

## Rijnlandse roede
Tot de brand van 1929 lag de eenheid van de Rijnlandse roede vast door de afstand tussen twee inkepingen bij de ingang van het stadhuis. Na de herbouw zijn twee ijzeren knoppen ter vervanging aangebracht.

## Verbouwing 2020- 2022

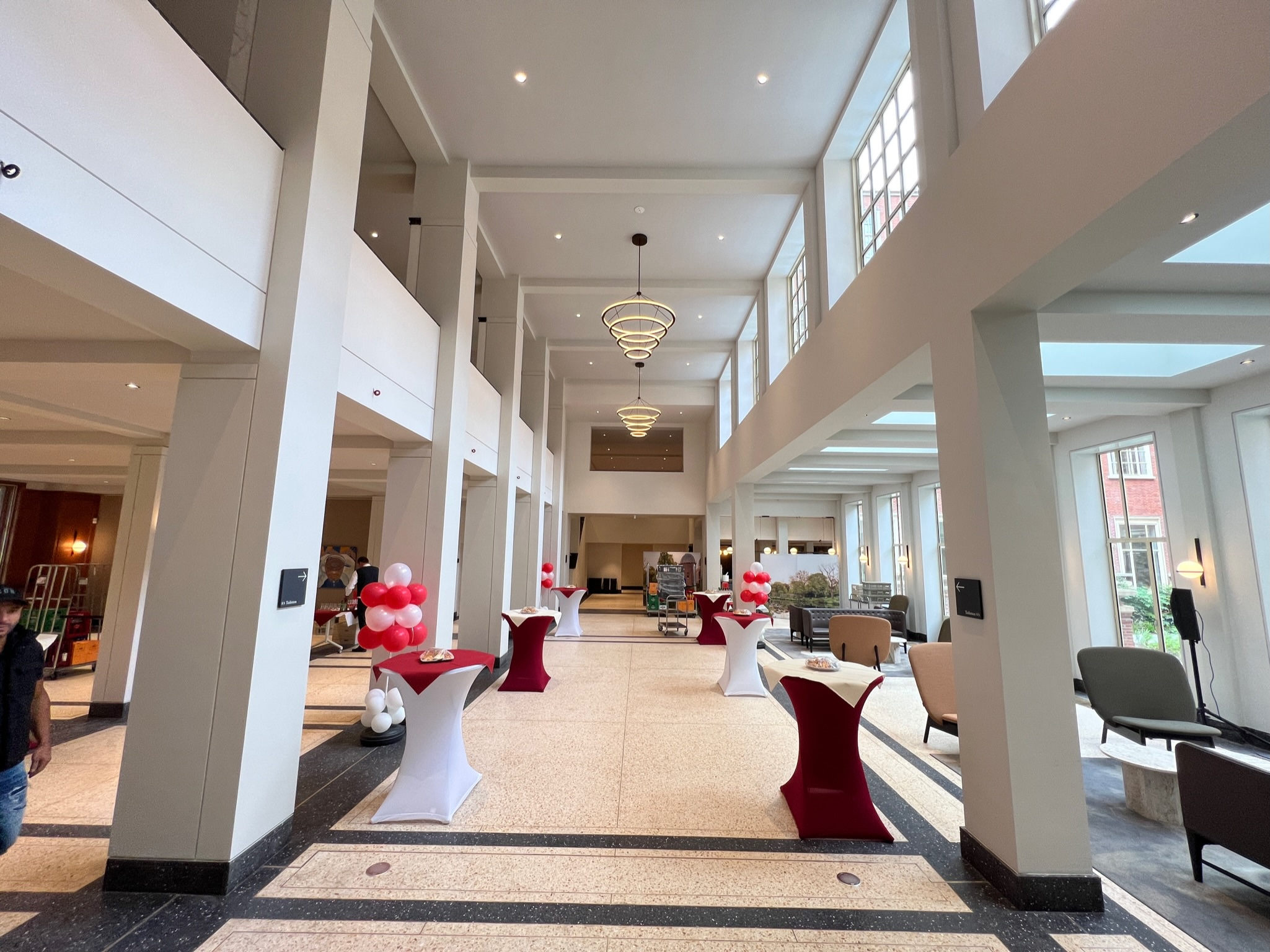
Centrale ontvangsthal Stadhuis Leiden

Vanaf januari 2020 tot en met juli 2022 is het stadhuis van Leiden gesloten geweest voor publiek en ambtenaren voor een grote ingrijpende verbouwing en verduurzaming. De verbouwing van het stadhuis werd uitgevoerd vanuit het project Ambtelijke Herhuisvesting, waarin de huisvesting wordt teruggebracht van drie kantoorlocaties, Stadsbouwhuis, Stationsplein 107 en Stadhuis, naar twee kantoorlocaties, Stadskantoor ('Level') en Stadhuis. De publieksfuncties zijn blijvend verplaatst naar het nieuwe Stadskantoor ('Level') naast het Centraal Station Leiden. Tegelijk met de verhuizing vanaf januari 2020 naar het Stadskantoor is het Stadhuis leeggehaald voor de verbouwing.
De verbouwing, naar een ontwerp van Office Winhov en Studio Linse, is uitgevoerd door Leidse aannemer Du Prie Bouw en Ontwikkeling. Een belangrijk onderdeel van de verbouwing is dat het monumentale stadhuis verregaand verduurzaamd is. Het gebouw is voorzien van extra isolatie, waaronder achterzetramen bijpassend bij de monumentale kozijnen, er wordt energie opgewekt met zonnepanelen op het dak en er wordt gebruik gemaakt van Warmte/ Koude Opslag (WKO) voor koelen en verwarmen. De WKO is ook gekoppeld aan het grachtenwater van de Oude Rijn, waar in de zomer energie uit het warme water wordt opgeslagen dat in de winter wordt gebruikt voor verwarming.

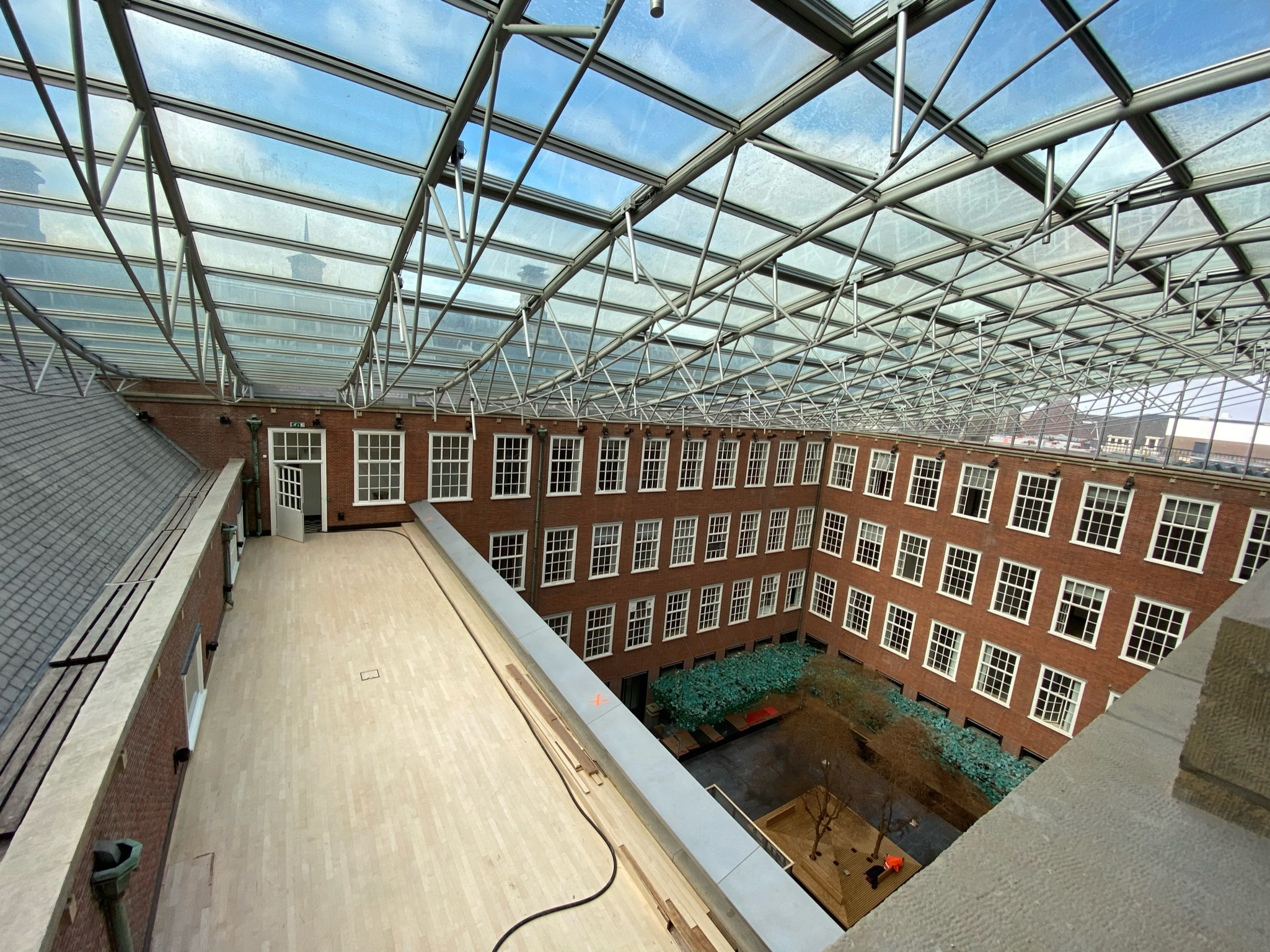
Overkapping boven de Binnenhof Stadhuis Leiden (tot januari 2020)

Tijdens de verbouwing zijn er meer werkplekken gerealiseerd zodat er nu ca. 550 ambtenaren in het stadhuis kunnen werken. Ook zijn een aantal aanpassingen die na de ingebruikname van het stadhuis in 1940 waren gemaakt, weer teruggedraaid. De belangrijkste zichtbare aanpassing betreft het terugbrengen van de Binnenhof (tuin) waar eerst een overkapping was aangebracht boven de publieksbalies. Tevens is een tussenvloer in de ruimte die nu de Centrale Ontvangsthal vormt, weggehaald. In de tussenvloer was voorheen de Commissiekamer gesitueerd.
Het stadhuis is na de verbouwing, behalve een werkplek voor ambtenaren, een trouwlocatie en ontmoetingsplek voor de stad; de nieuw aangelegde binnentuin is toegankelijk voor het publiek en er is een ontvangstruimte voor initiatieven vanuit de stad, zoals bijeenkomsten en tentoonstellingen.
Op woensdag 1 november 2022 werd bekendgemaakt dat architectenbureau Office Winhov met het ontwerp voor het Stadhuis Leiden de architectuurprijs ARC Award - Detail heeft gewonnen.

## Fotogalerij

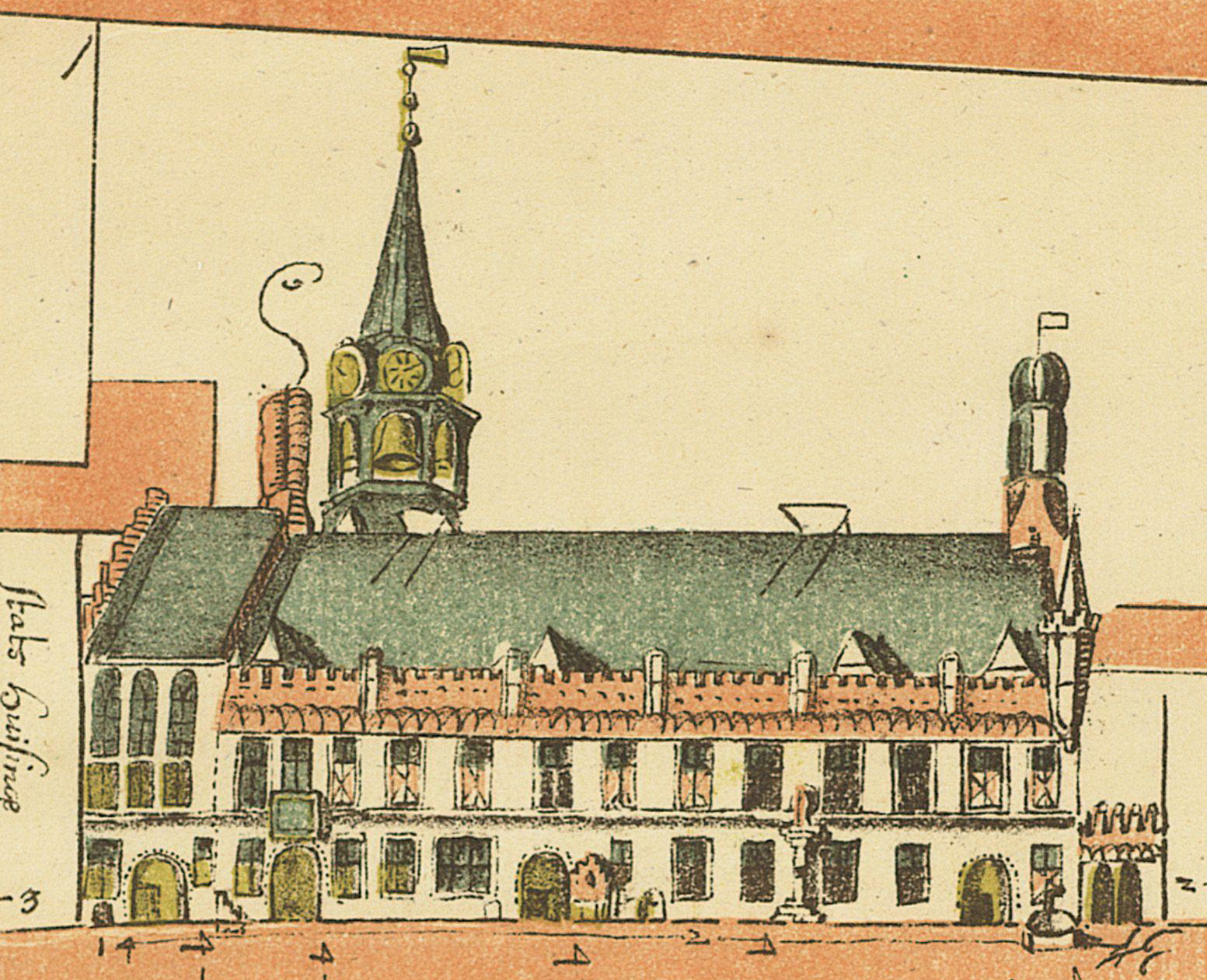
Stadhuis van Leiden naar het stratenboek van Salomon Davidsz van Dulmanhorst en Jan Pietersz Dou (ca. 1583)
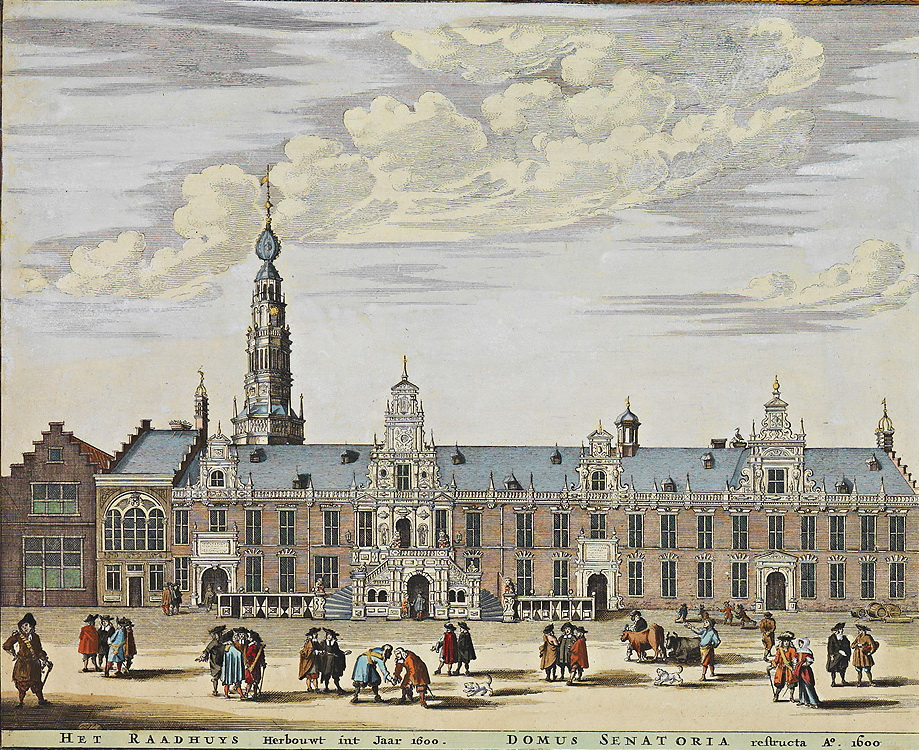
Stadhuis van Leiden in het Stedenboek van Frederick de Wit (ca. 1698)
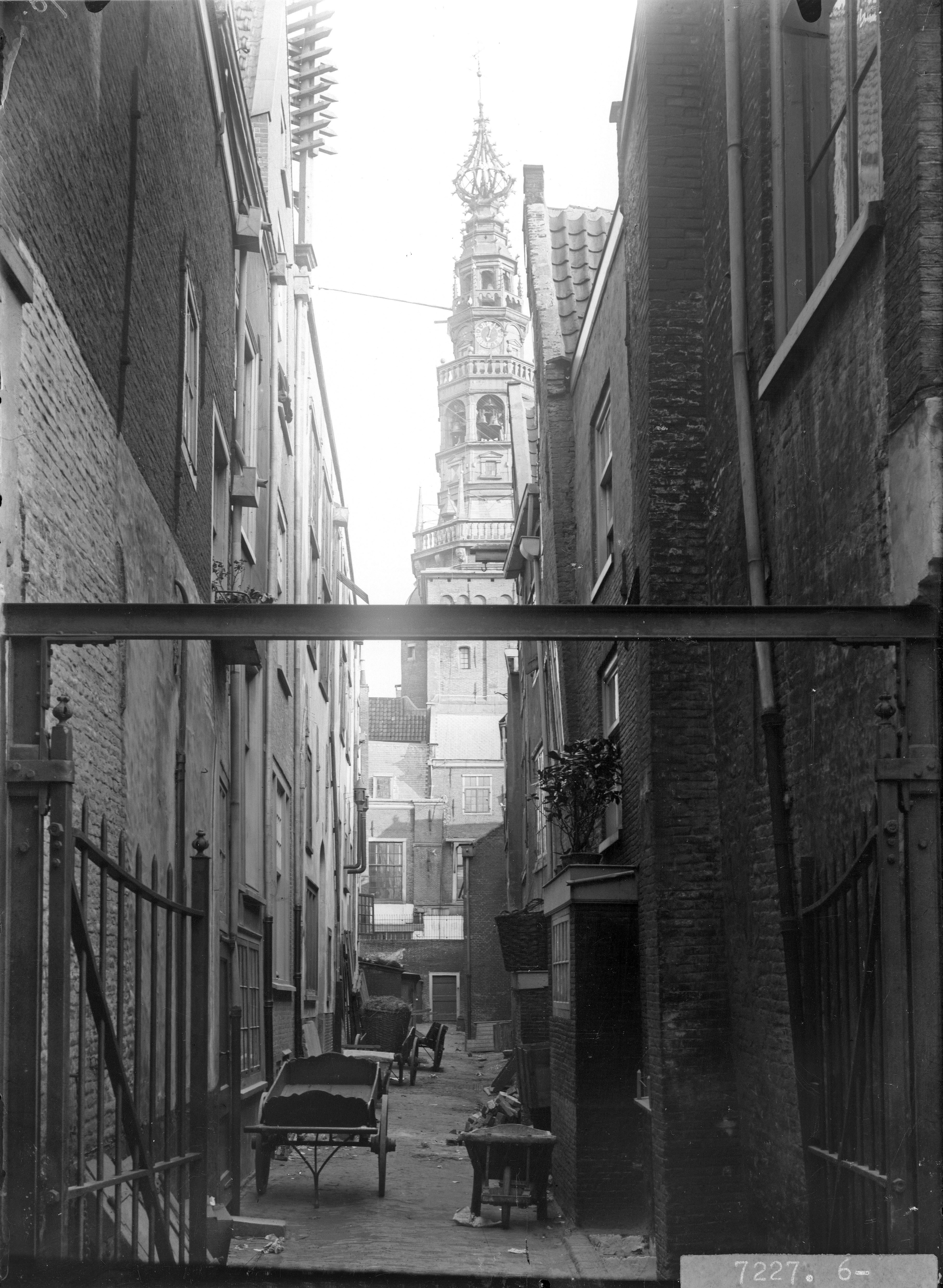
Torensteeg (bestaat niet meer) met de Stadhuistoren op de achtergrond (glasnegatief, eind 19e eeuw)
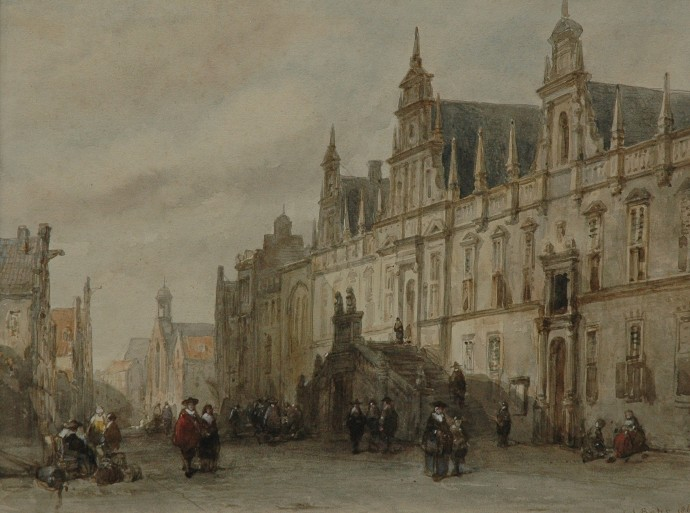
Gezicht op het Stadhuis van Leiden (1860) door Behr
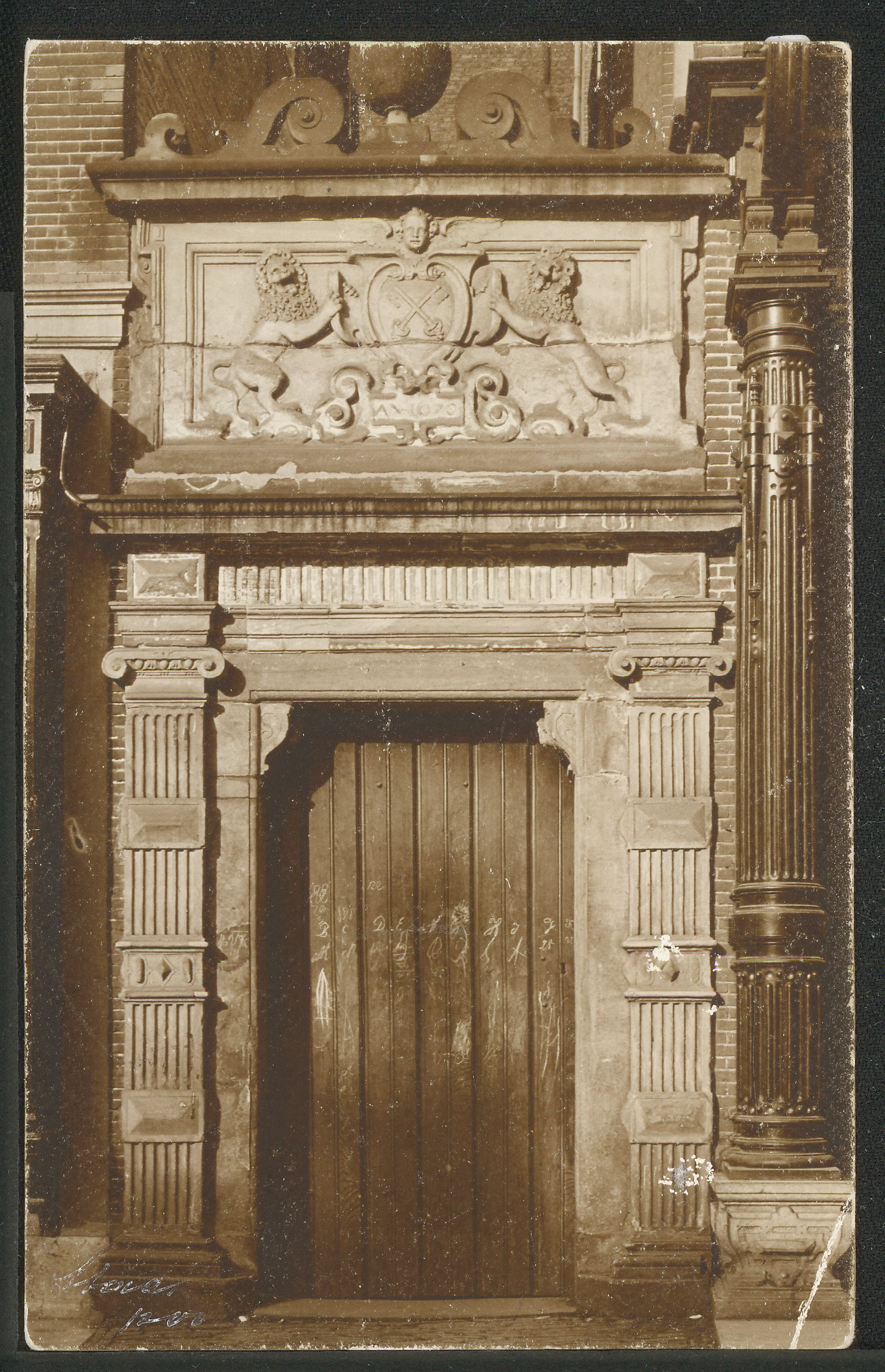
Poortje aan de vismarktzijde (prentbriefkaart, 1860)
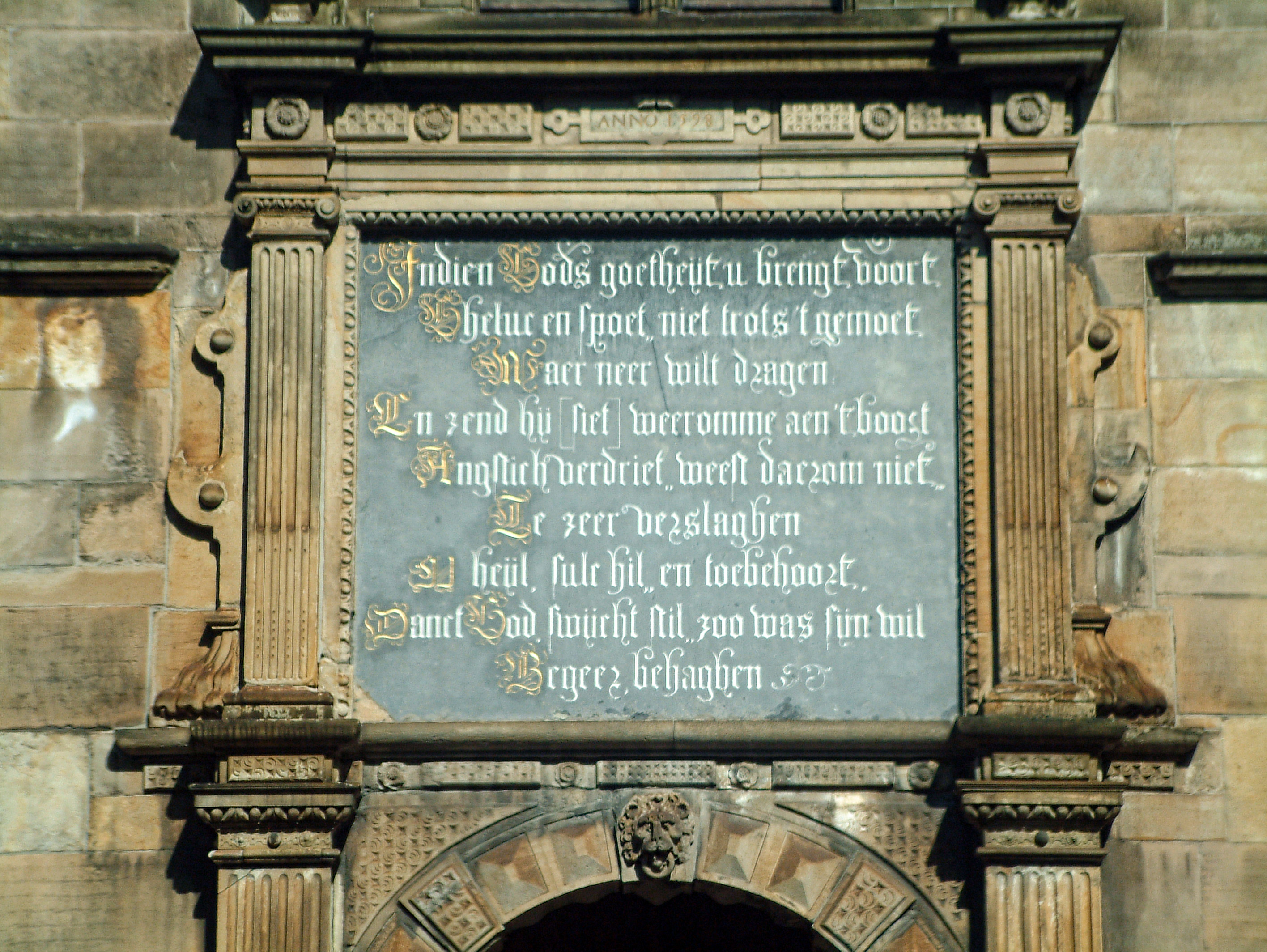
Plaquette met de tekst Indien Gods goedheid u brengt voort / Geluk en spoed (Jan van Hout, 1542-1609)
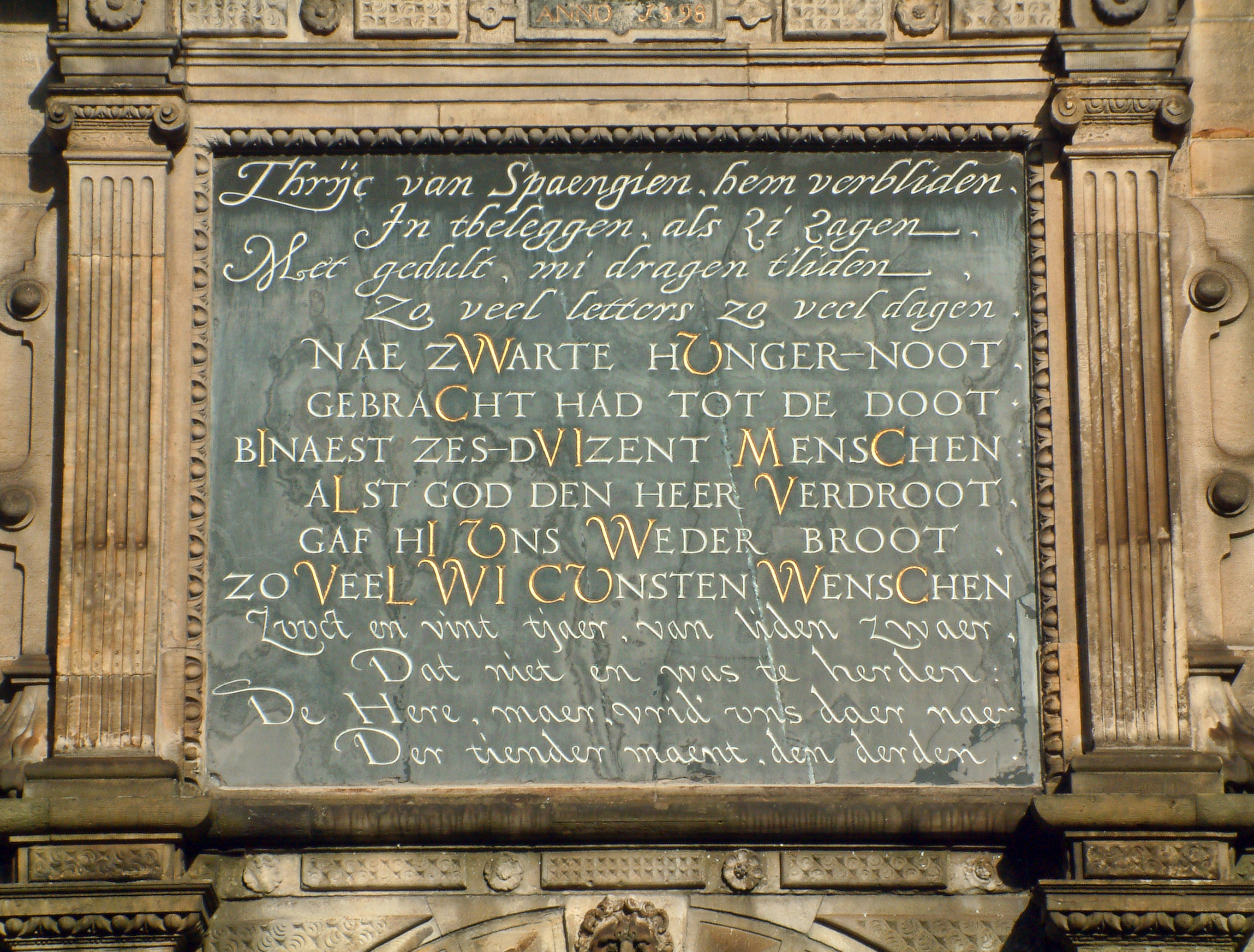
Plaquette met de tekst Thrijc van Spaengien, hem verbliden/ Jn tbeleggen, als zi zagen (Jan van Hout, 1542-1609). De gouden letters vormen als Romeinse cijfers opgeteld 1574 (het jaar van de "Zwarte Hunger").
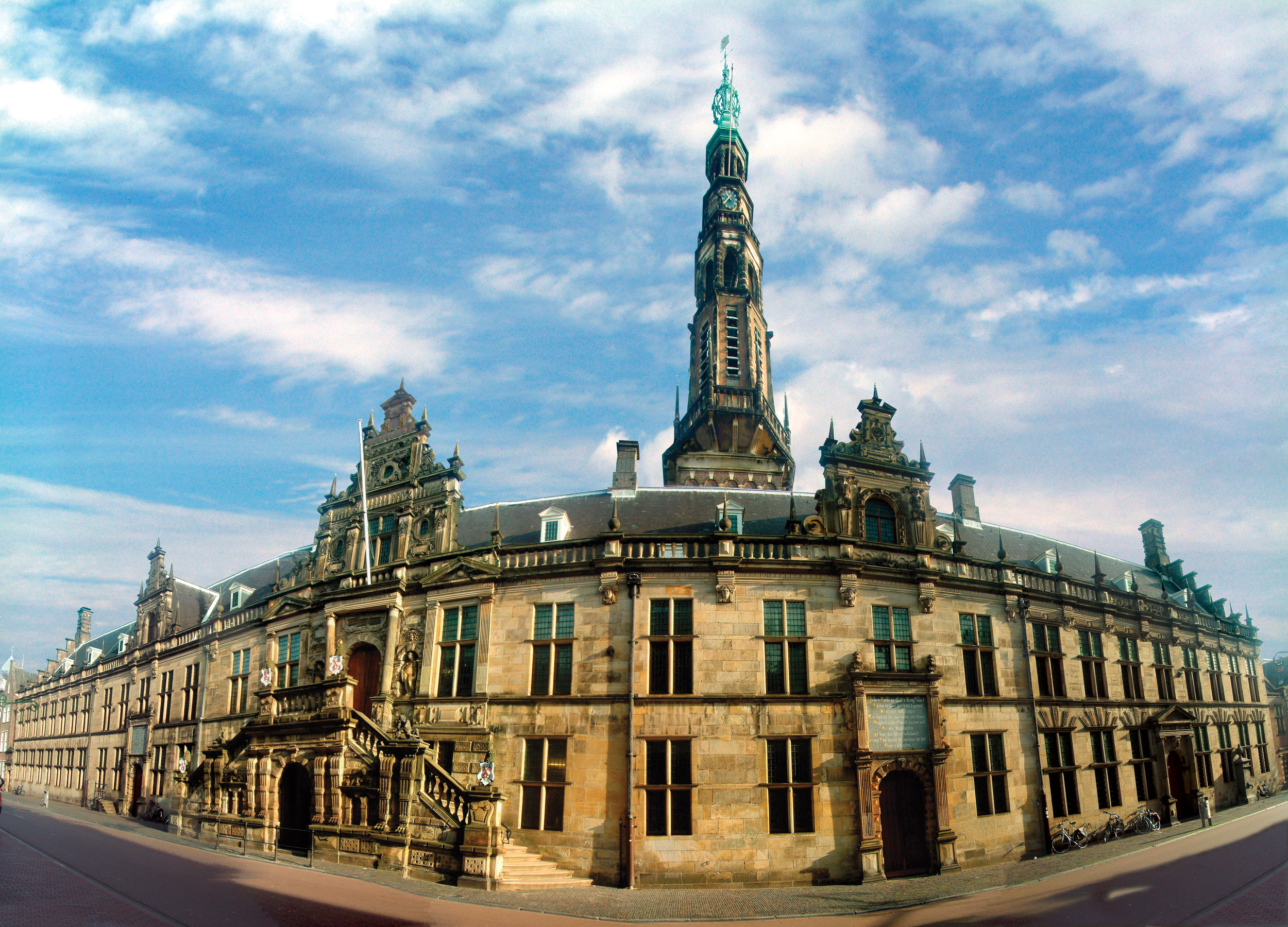
Panorama van het stadhuis van Leiden
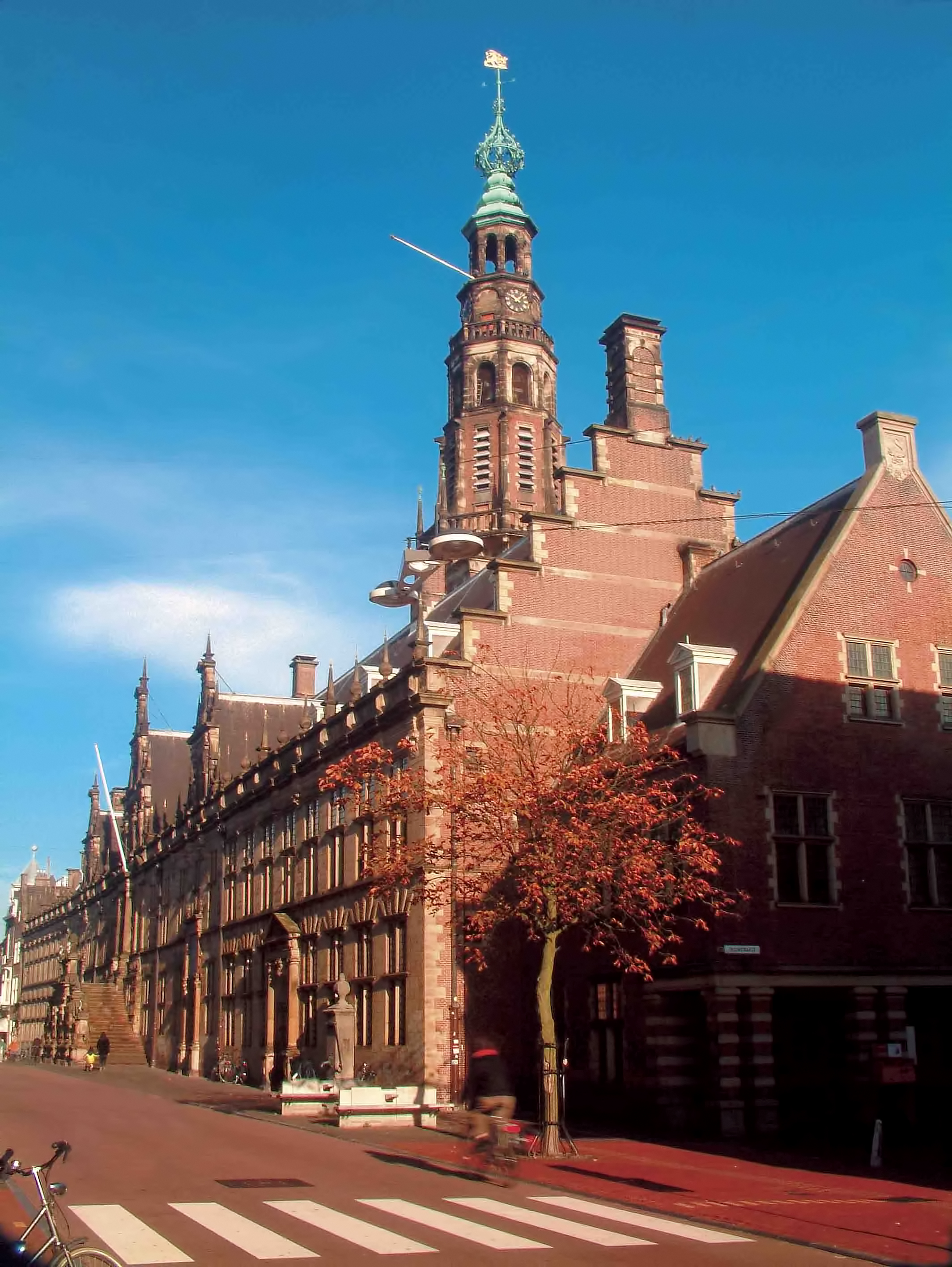
Gevel aan de Breestraat
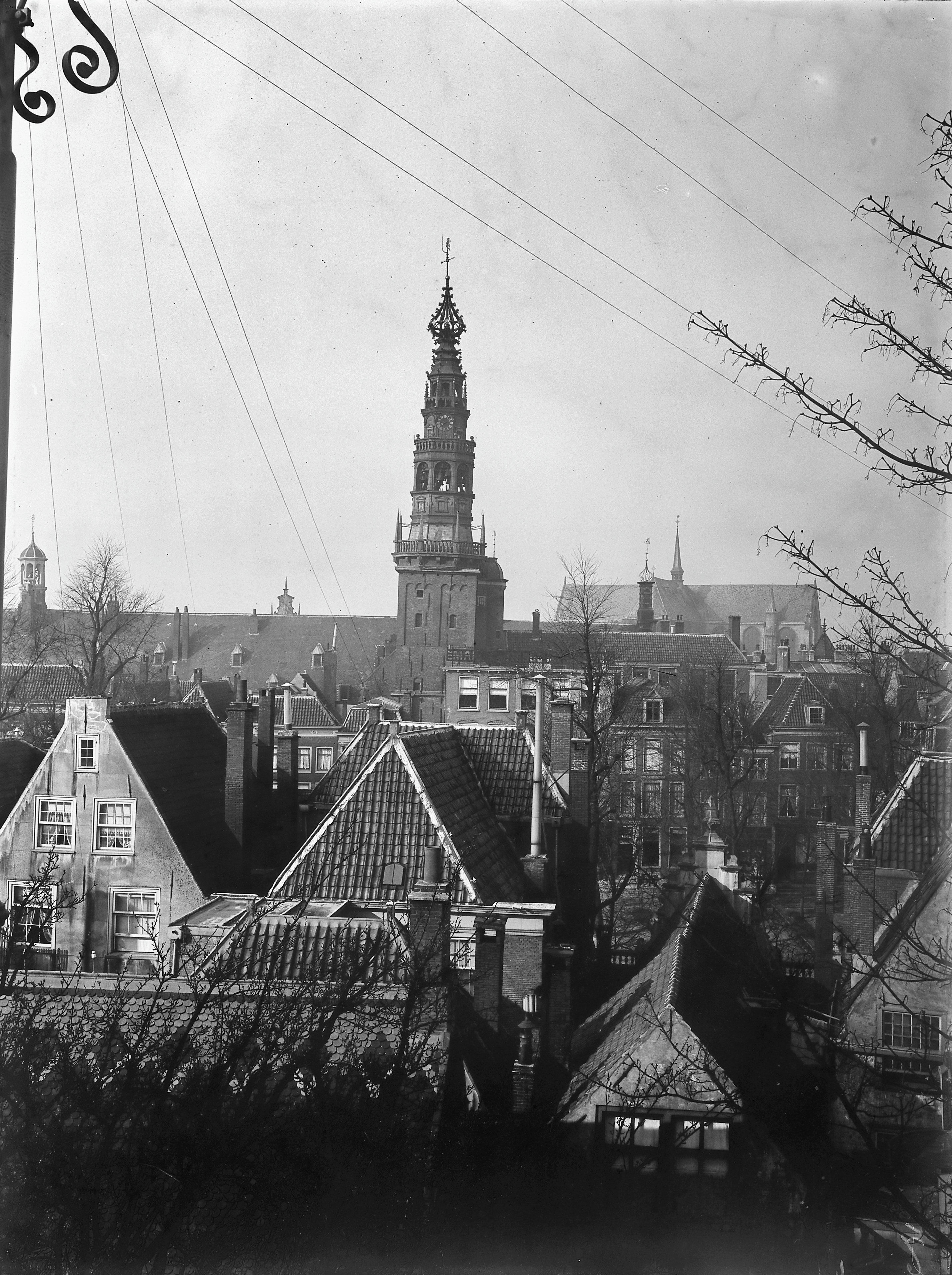
Overzicht uit 1907 van de stadhuistoren met omgeving
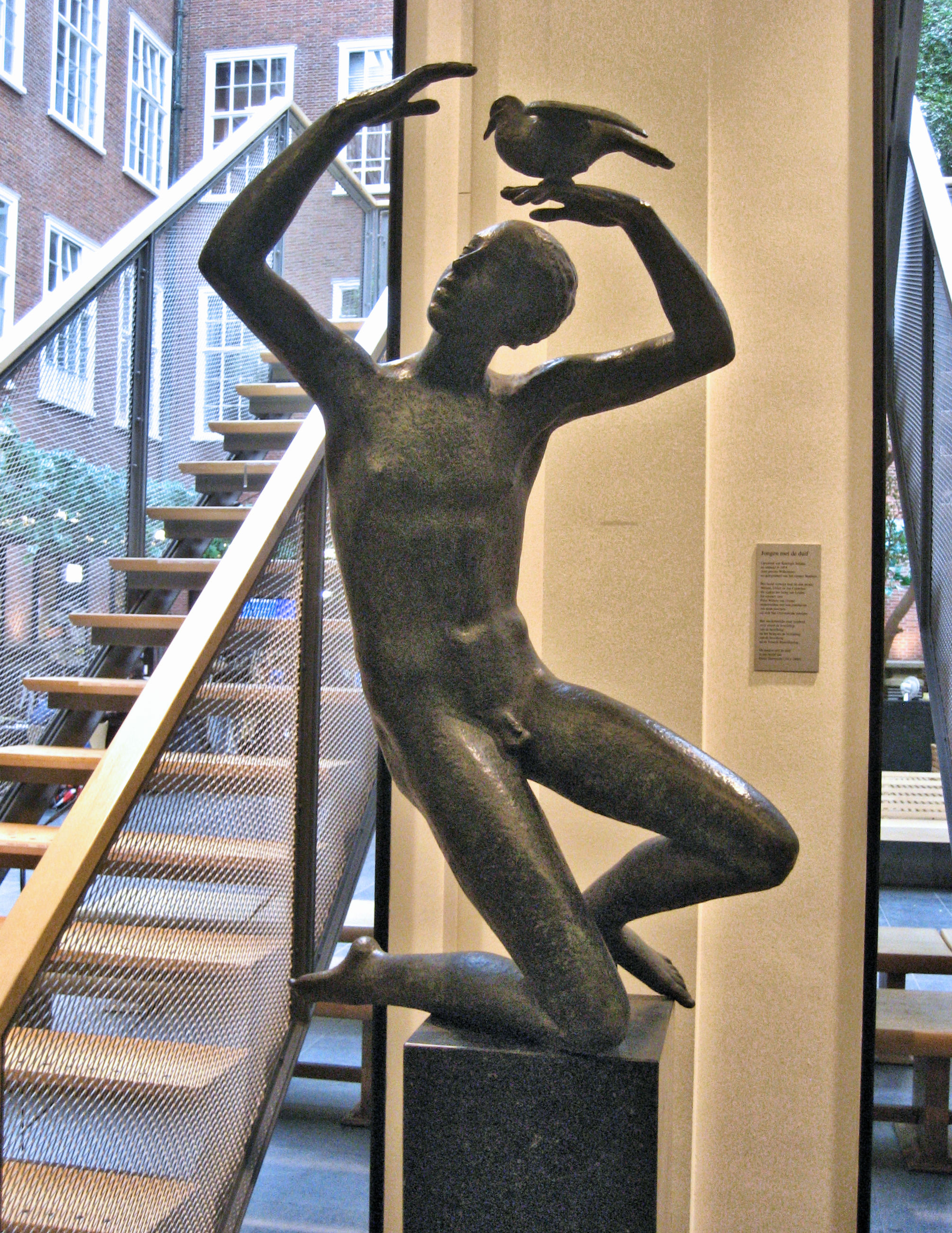
Jongen met de duif (1954). Beeld van Pieter Starreveld in het stadhuis.
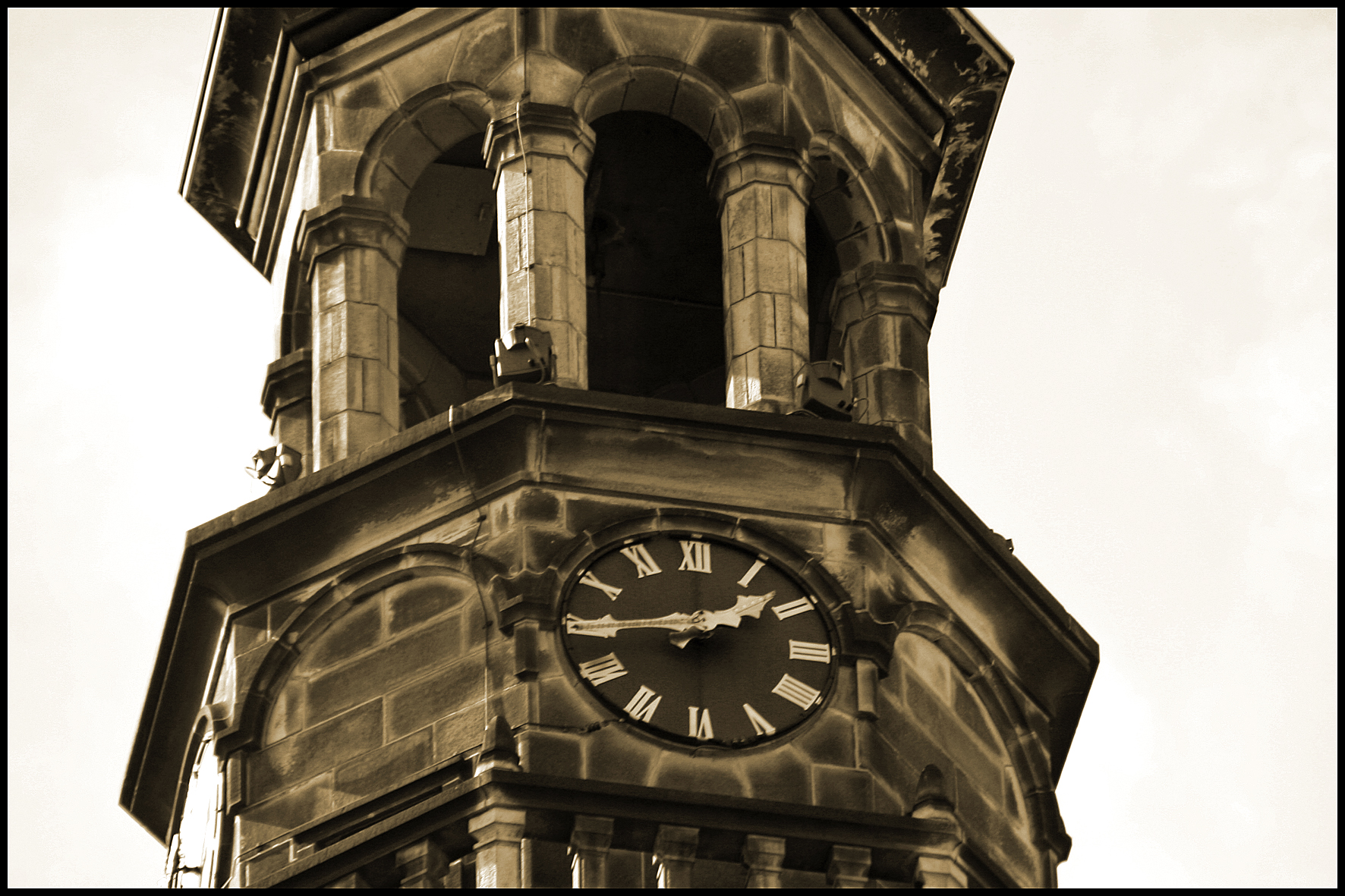
Detail toren
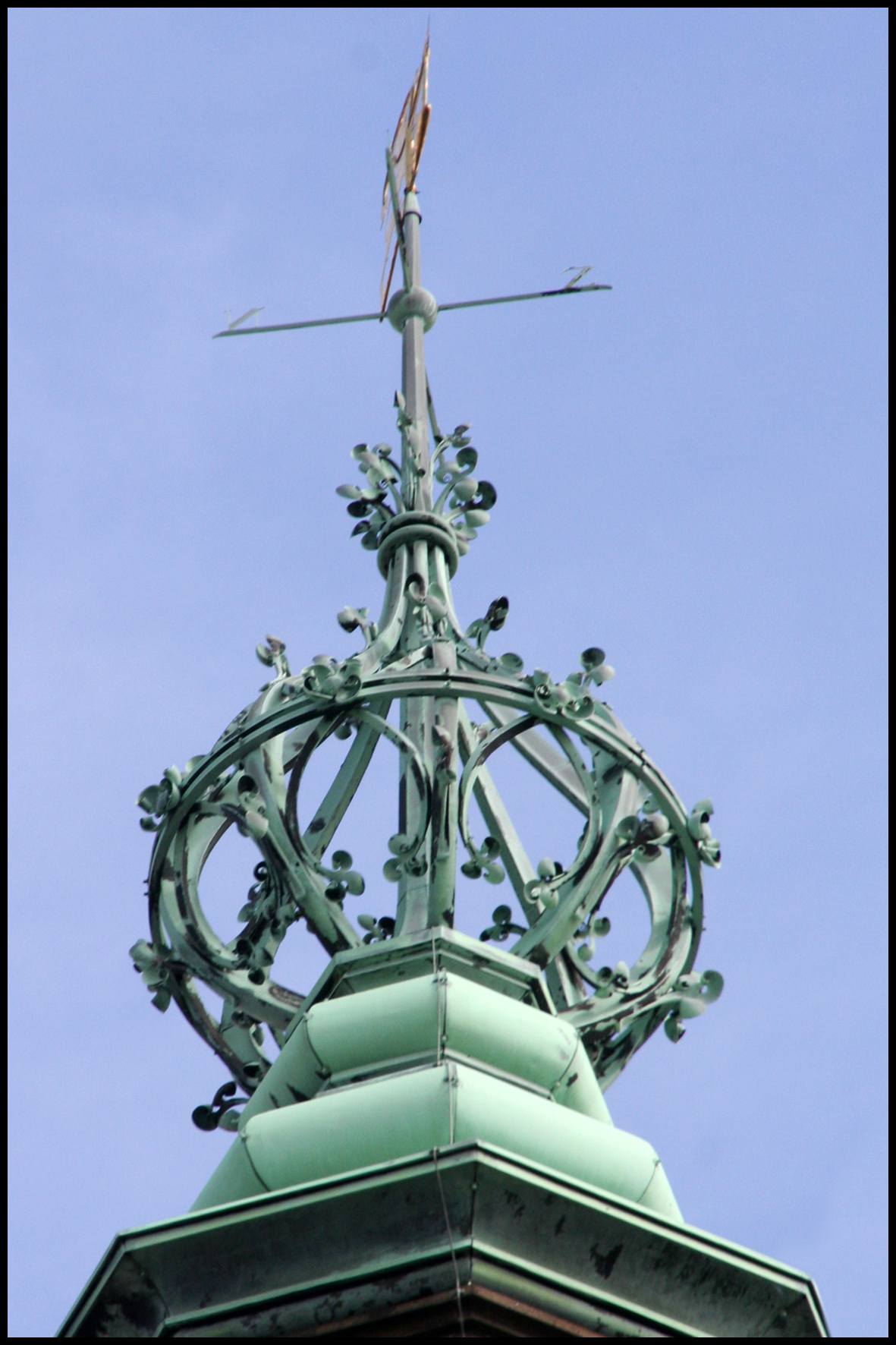
Detail toren
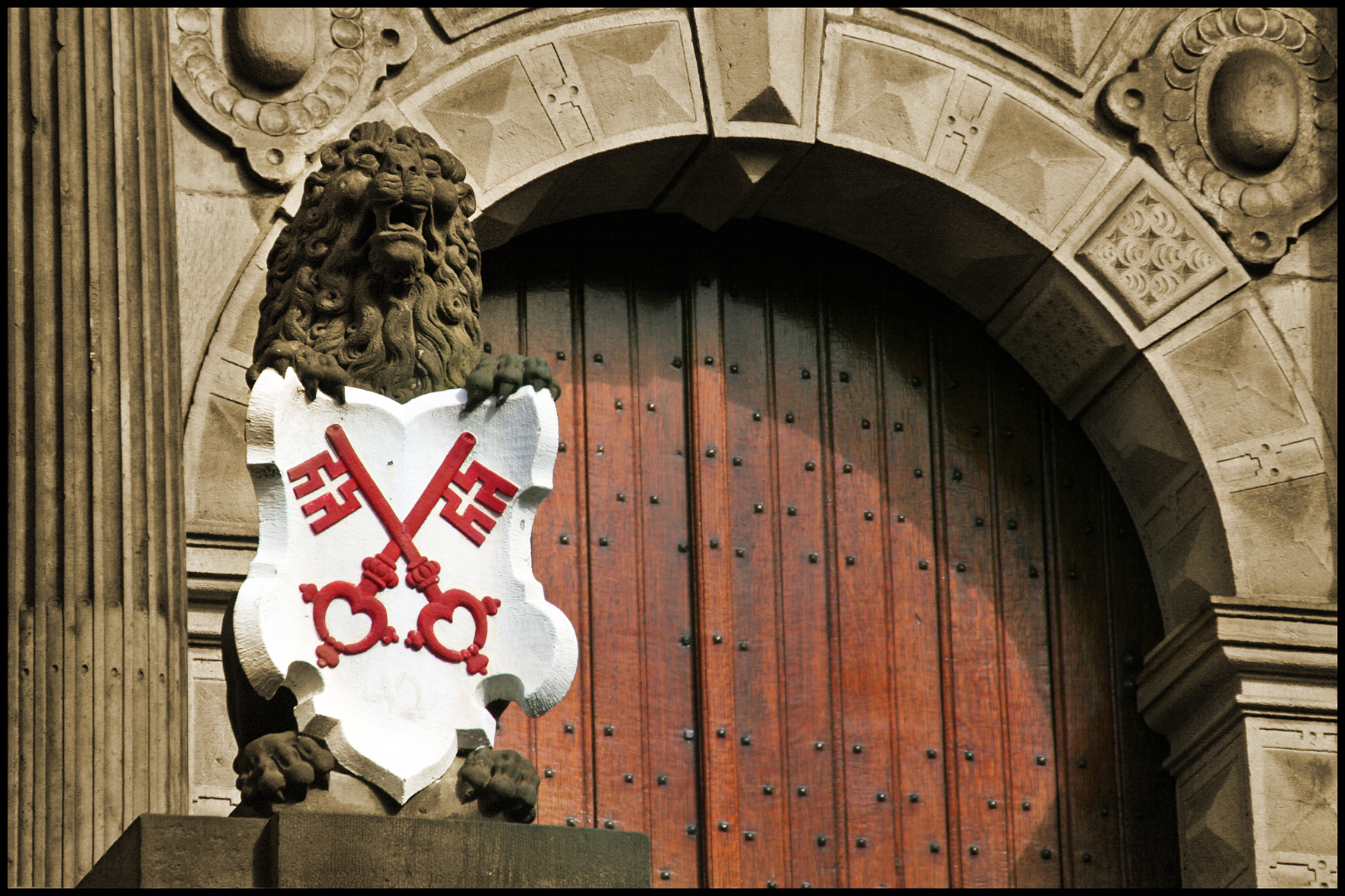
Leiden de sleutelstad